# Słowo Kujawskie
Słowo Kujawskie – dziennik lokalny okresu II Rzeczypospolitej, którego redagowanie w 1924 władze kościelne powierzyły Stefanowi Wyszyńskiemu.
Około 1926 r. siedziba redakcji mieściła się we Włocławku przy ul. Brzeskiej 4, redaktorem dziennika był wówczas ks. Józef Szymak.